# Герб комуни Карлсборг

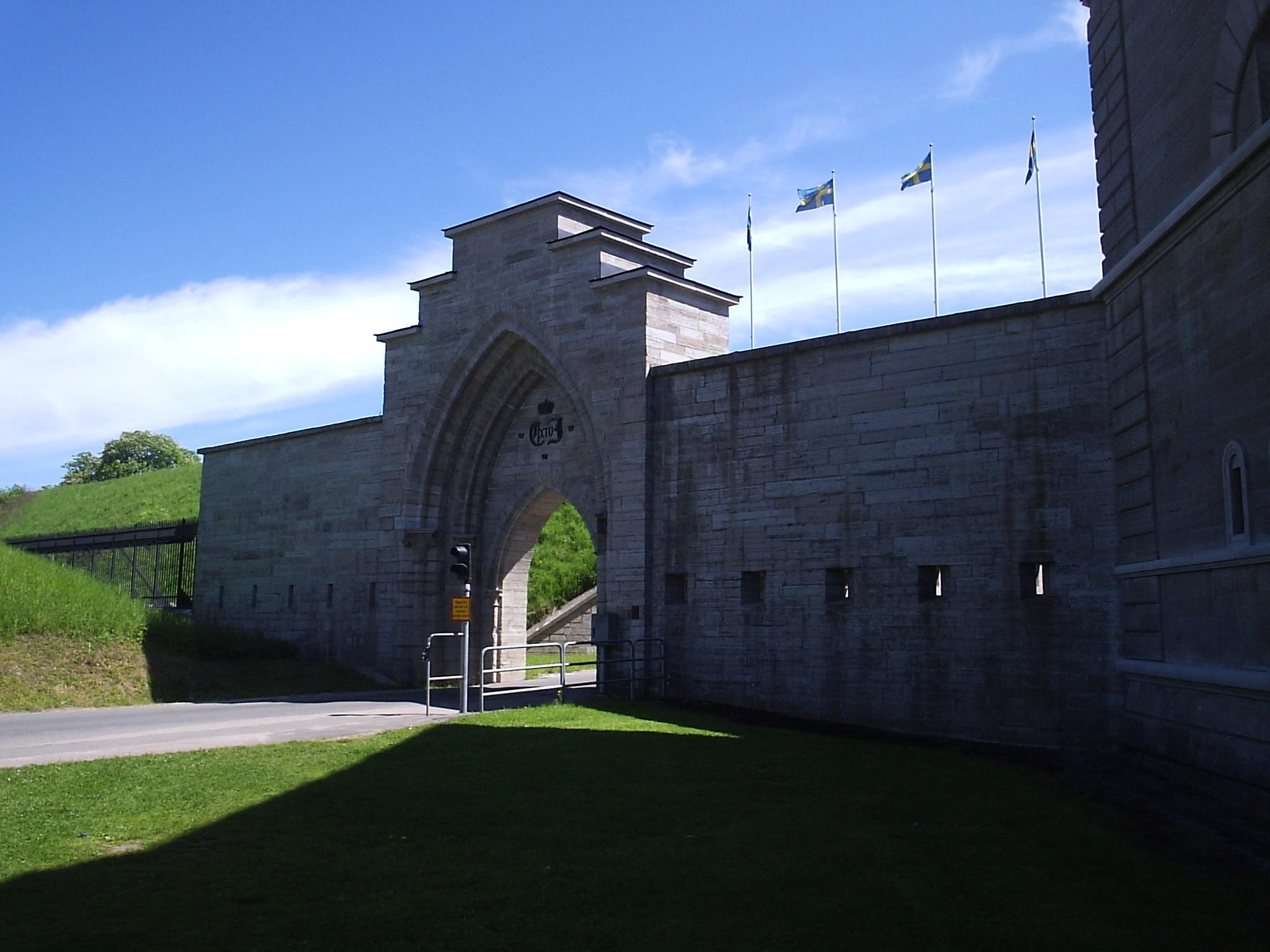
Ворота фортеці Карлсборг

Герб комуни Карлсборг (швед. Karlsborgs kommunvapen) — символ шведської адміністративно-територіальної одиниці місцевого самоврядування комуни Карлсборг.

## Історія
Герб розроблявся у 1970-х на конкурсній основі з урахуванням історичних особливостей комуни. Новий герб комуни Карлсборг офіційно зареєстровано 1980 року.

## Опис (блазон)
У синьому полі над відділеною хвилясто срібною основою срібна фортечна стіна з брамою з відкритими воротами.

## Зміст
Фортечна стіна і брама уособлюють фортецю Карлсборг. Відділена хвилясто основа вказує на розташування комуни на березі озера Веттерн.